# 河口静雄
河口 静雄（かわぐち しずお、1898年11月14日 - 1991年12月19日）は、日本の実業家。三共副社長、東京12チャンネルテレビ事業本部長を務めた。

## 経歴
福岡県柳川市出身。河口時次、トリの三男。1928年に慶應義塾大学法学部を卒業し三共に入社。資材部長、1944年7月に取締役、1950年5月に常務、1955年11月専務を経て、1962年11月には副社長に就任し、1964年5月から相談役を務めた。1969年11月には当時経営不振に陥っていた東京12チャンネルテレビ事業本部長に就任し、同社の再建に当たった。全日本広告連盟理事長、日本広告審査機構理事長なども歴任し、広告界の重鎮として活躍した。1967年には日本宣伝大賞を授賞、1969年4月には勲三等瑞宝章を受章した。
1991年12月19日、心不全のために東京都の自宅で死去。93歳没。
死後の1996年にはマスコミ功労者顕彰の広告部門での表彰を受けている。

## 親族
- 長男 河口弘雄（世界自然保護基金ジャパン業務室次長）[1][6]